# 순숙공주
순숙공주(順淑公主, 1478년 ~ 1488년 8월 20일(음력 7월 14일))는 조선의 공주로 성종의 장녀이자 적장녀이다. 어머니는 정현왕후이다. 신숙공주(愼淑公主)라고도 한다.

## 생애
1478년(성종 9년), 성종(成宗)과 당시 내명부 종2품 숙의(淑儀)였던 정현왕후(貞顯王后)의 장녀로 태어났다. 《성종실록》의 사망 당시의 나이가 11세였다는 기록을 따른다면 1478년생이지만, 정현왕후 지문에는 기해년(1479년)에 태어났다고 쓰여 있다.
또한 정현왕후의 선릉지문의 내용에 의하면 정현왕후는 중종 외에 세명의 공주를 낳았는데, 세 공주는 순숙공주를 비롯해 각각 을사년(1485년)과 경술년(1490년)에 태어났으며 모두 요절하였다.
1479년(성종 10년), 당시 왕비였던 폐비 윤씨가 폐출되고, 1480년(성종 11년) 어머니 숙의 윤씨가 중전이 되면서 공주의 신분이 되었다.
1488년(성종 19년) 7월 14일, 11세의 나이로 사망하였다. 성종은 앞으로 공주가 미성년의 나이로 사망할 경우, 장례를 순숙공주의 예에 의거하여 치르라고 전교하였다.

## 가족 관계
- 조부 : 덕종(德宗, 1438 ~ 1457)
- 조모 : 소혜왕후(昭惠王后, 1437 ~ 1504)
  - 아버지 : 제9대 성종(成宗, 1457 ~ 1494)
- 외조부 : 윤호(尹壕, 1424 ~ 1496)
- 외조모 : 연안부부인 담양 전씨(延安府夫人 潭陽 田氏)
  - 어머니 : 정현왕후 윤씨(貞顯王后 尹氏, 1462 ~ 1530)
    - 남동생 : 중종(中宗, 1488 ~ 1544)
    - 여동생 : 공주(1485 ~ 1486)[3][6]
    - 여동생 : 공주(1490 ~ 1490)[3]